# Liste der Naturdenkmäler im Landkreis Coburg
Die Liste der Naturdenkmäler im Landkreis Coburg nennt die Naturdenkmäler in den Städten und Gemeinden im Landkreis Coburg in Bayern.
Im Landkreis Coburg gab es im April 2022 insgesamt 93 geschützte Naturdenkmäler.

## Naturdenkmäler

### Ahorn
| Nummer | LfU      | Bezeichnung                    | Ortsteil                                             | Lage | Hinweise       | Bild           |
| ------ | -------- | ------------------------------ | ---------------------------------------------------- | --- | -------------- | -------------- |
| 1      | ND-04037 | 1 Eiche                        | Ahorn (50° 13′ 57,7″ N, 10° 57′ 50″ O)               | ca. 250 m westlich des Finkenmühlteiches zwischen der B 303 und der Ortsverbindungsstraße nach Finkenau            |                |                |
| 2      | ND-04041 | 1 Fichte "Hohe Fichte"         | Ahorn (50° 14′ 24,1″ N, 10° 57′ 2,1″ O)              | ca. 250 m südlich der Straße Wüstenahorn - Ahorn, an der Ostseite (Waldrand) des Sandberges                        |                |                |
| 3      | ND-04048 | 1 Felsen "Hohensteiner Felsen" | Hohensteiner Forst (50° 13′ 0,9″ N, 10° 56′ 11,5″ O) | ca. 200 m östlich von Schloss Hohenstein                                                                           | "Teufelsstein" | weitere Bilder |
| 5      | ND-04038 | 2 Platanen                     | Schafhof (50° 12′ 56″ N, 10° 56′ 0,3″ O)             | am westlichen Rand des Weges vom Schloß nach Scherneck, 5 m östlich der "Alten Henne"                              |                |                |
| 4      | ND-04047 | 1 Pyramideneiche               | Schafhof (50° 12′ 57,8″ N, 10° 55′ 58,5″ O)          | 45 m westlich des Weges vom Schloss nach Scherneck u. ca. 60 m nordwestlich der "Alten Henne" in einem Wiesenstück |                |                |
| 111    | ND-04127 | 1 Eiche                        | Schafhof (50° 13′ 26,7″ N, 10° 55′ 50,6″ O)          | an einem Feldweg nördlich der Ortschaft Schafhof, im Ziegelgrund                                                   |                |                |
| 6      | ND-04049 | 1 Linde                        | Wohlbach (50° 12′ 31,9″ N, 10° 55′ 19,3″ O)          | an der Straßenböschung vor dem Anwesen Gossenberger Str. 3                                                         |                |                |

### Bad Rodach
| Nummer | LfU      | Bezeichnung               | Ortsteil                                                                 | Lage | Hinweise                     | Bild         |
| ------ | -------- | ------------------------- | ------------------------------------------------------------------------ | --- | ---------------------------- | ------------ |
| 51     | ND-03987 | 1 Lindengruppe (11 Bäume) | Elsa (50° 20′ 8″ N, 10° 48′ 58,7″ O)                                     | 100 m südlich von Elsa am Brunnensteig                                                                             |                              |              |
| 52     | ND-03988 | 2 Linden                  | Elsa (50° 20′ 19″ N, 10° 49′ 11,3″ O)                                    | an der Wegegabelung Elsa / Oettingshausen / Großwalbur                                                             |                              |              |
| 55     | ND-03992 | 1 Eiche "Friedenseiche"   | Heldritt (50° 21′ 28,8″ N, 10° 48′ 30″ O)                                | im Schulhof, 100 m nördlich der St. Nikolaus Kirche                                                                |                              |              |
| 54     | ND-03993 | 1 Linde "Luther-Linde"    | Heldritt (50° 21′ 29″ N, 10° 48′ 24,3″ O)                                | im Ort, neben der Viehwaage                                                                                        |                              |              |
| 56     | ND-03991 | 1 Linde "Kuhdrehlinde"    | Lempertshausen (50° 21′ 28,7″ N, 10° 46′ 13,2″ O)                        | am östlichen Dorfausgang an der Straßengabelung Heldritt / Rodach, 5 m östlich der Maschinenhalle                  |                              | Linde        |
| 57     | ND-04033 | 1 Linde                   | Mährenhausen (50° 17′ 21,5″ N, 10° 49′ 21,7″ O)                          | beim Sportplatz am Ortsausgang nach Sülzfeld                                                                       |                              |              |
| 49     | ND-03986 | 1 Feldbirnbaum            | Rodach (50° 19′ 49,3″ N, 10° 46′ 26,9″ O)                                | am Drehrangen rechts der Straße nach Gauerstadt, 600 m südlich des Ortsausganges von Rodach in Richtung Gauerstadt |                              | Feldbirnbaum |
| 50     | ND-03995 | 1 Eiche                   | Rodach (50° 20′ 31,5″ N, 10° 46′ 48,1″ O)                                | im Wallgraben, ca. 5 m nordöstlich hinter der St. Johannes-Kirche, Rodach                                          |                              | Eiche        |
| 107    | ND-03989 | 2 Teiche                  | Rodach (50° 19′ 0″ N, 10° 46′ 13,1″ O) (50° 18′ 47,3″ N, 10° 47′ 4,4″ O) | 250 m im Grund, östlich unter der Jägersruh                                                                        | Pöppelteich und Spanierteich |              |
| 58     | ND-03765 | 1 Eiche "Steineiche"      | Roßfeld (50° 21′ 3,4″ N, 10° 43′ 1,5″ O)                                 | ca. 300 m vor der Landesgrenze, unmittelbar am nördlichen Straßenrand der Kreisstraße CO 3                         |                              | Steineiche   |
| 59     | ND-03990 | 1 Eiche "Grätscheiche"    | Roßfeld (50° 19′ 22,8″ N, 10° 44′ 19″ O)                                 | links der Wegekreuzung des Waldweges Saarbach / Steinhügel                                                         |                              |              |

### Ebersdorf bei Coburg
| Nummer | LfU      | Bezeichnung             | Ortsteil                                        | Lage                                           | Hinweise                         | Bild |
| ------ | -------- | ----------------------- | ----------------------------------------------- | ---------------------------------------------- | -------------------------------- | ---- |
| 105    | ND-04063 | 1 Teich "Dürrmühlteich" | Frohnlach (50° 12′ 56,8″ N, 11° 6′ 18,7″ O)     | unmittelbar neben der B 303 und der Dürrmühle  | Mühlteich, flächenhaftes ND      |      |
| 9      | ND-04070 | 3 Eichen                | Großgarnstadt (50° 14′ 22,3″ N, 11° 4′ 22,3″ O) | auf der Höhe, westlich der Schule am Eichenweg | 1 Eiche gefällt, vorher 4 Eichen |      |
| 10     | ND-04056 | 1 Linde                 | Oberfüllbach (50° 15′ 17″ N, 11° 3′ 15,1″ O)    | im Garten des Anwesens Rödentaler Str. 19      |                                  |      |

### Großheirath
| Nummer | LfU      | Bezeichnung    | Ortsteil                                     | Lage | Hinweise                              | Bild |
| ------ | -------- | -------------- | -------------------------------------------- | --- | ------------------------------------- | ---- |
| 99     | ND-04075 | 1 Linde        | Buchenrod (50° 10′ 44,2″ N, 10° 56′ 8,1″ O)  | 2 m Westlich der Straße von Buchenrod nach Neuses a. d. Eichen                                                                         |                                       |      |
| 100    | ND-04077 | 1 Eiche        | Buchenrod (50° 10′ 47,4″ N, 10° 55′ 59,3″ O) | 4 m südwestlich der Straße von Buchenrod nach Neuses a. d. Eichen am Dorfausgang                                                       |                                       |      |
| 101    | ND-04076 | 1 Eiche        | Gossenberg (50° 11′ 6,9″ N, 10° 54′ 35,8″ O) | etwa 1,5 km von Gossenberg entfernt am Feldweg von Gossenberg nach Buchenrod, am Waldrand                                              |                                       |      |
| 102    | ND-04080 | 1 Linde        | Rossach (50° 9′ 43,5″ N, 10° 56′ 25,5″ O)    | am Kriegsehrenmal |                                       |      |
| 116    | ND-04194 | 1 Feldbirnbaum | Rossach (50° 9′ 23,4″ N, 10° 56′ 10″ O)      | an der Ortsverbindungsstraße Rossach-Püchitz, östlich der Feldscheune                                                                  | einer der ehemals 2 Birnbäume gefällt |      |
| 90     | ND-04065 | 4 Kiefern      | Rohrbach (50° 14′ 5,8″ N, 11° 2′ 0,5″ O)     | nördlich der Straße von Grub a. F. nach Rohrbach etwa 100 n nordwestlich der Abzweigung nach Buscheller, nördlich des Wirtschaftsweges |                                       |      |

### Grub am Forst
| Nummer | LfU      | Bezeichnung | Ortsteil                                     | Lage                                                                              | Hinweise | Bild |
| ------ | -------- | ----------- | -------------------------------------------- | --------------------------------------------------------------------------------- | -------- | ---- |
| 91     | ND-04067 | 1 Eiche     | Roth a. F. (50° 13′ 24,1″ N, 11° 0′ 31,6″ O) | etwa 30 m westlich des nördlichen Dorfeinganges in der Auffahrtschleife zur B 303 |          |      |

### Itzgrund
| Nummer | LfU      | Bezeichnung             | Ortsteil                                  | Lage                                                                     | Hinweise | Bild                           |
| ------ | -------- | ----------------------- | ----------------------------------------- | ------------------------------------------------------------------------ | -------- | ------------------------------ |
| 12     | ND-04078 | 1 Linde "Zigeunerlinde" | Herreth (50° 7′ 29,1″ N, 10° 56′ 31,3″ O) | vom Ortsende 500 m östlich von Herreth an der Abzweigung nach Nedensdorf |          |                                |
| 13     | ND-04079 | 1 Platane               | Lahm (50° 6′ 5″ N, 10° 51′ 57,2″ O)       | auf dem Platz vor der Kirche                                             |          | Schlosskirche Lahm mit Platane |

### Lautertal
| Nummer | LfU      | Bezeichnung | Ortsteil                                        | Lage | Hinweise | Bild                                  |
| ------ | -------- | ----------- | ----------------------------------------------- | --- | -------- | ------------------------------------- |
| 14     | ND-04014 | 1 Eiche     | Oberlauter (50° 18′ 41,5″ N, 10° 58′ 37,2″ O)   | an der CO 27 vor dem Anwesen Frankenstr. 39                                                                                           |          |                                       |
| 17     | ND-04012 | 1 Linde     | Tiefenlauter (50° 19′ 46,8″ N, 10° 58′ 11,1″ O) | am südlichen Ortsausgang westlich der CO 27                                                                                           |          |                                       |
| 18     | ND-04013 | 1 Linde     | Unterlauter (50° 17′ 57,8″ N, 10° 58′ 39,2″ O)  | nordöstlich der Kreuzung CO 27 / Ortsverbindungsstraße nach Beuerfeld und Unterwohlsbach                                              |          | Linde am Gerichtsplatz in Unterlauter |
| 118    | ND-04415 | 1 Eiche     | Unterlauter (50° 17′ 47,9″ N, 10° 58′ 37,5″ O)  | in der nordwestl. Ecke des Grdstcks. Fl.Nr. 94/1,Gmkg. Unterlauter; ca. 10 m südöstlich der Verkehrsinsel Stetsambach/Coburger Straße |          |                                       |

### Meeder
| Nummer | LfU      | Bezeichnung             | Ortsteil                                         | Lage | Hinweise                               | Bild           |
| ------ | -------- | ----------------------- | ------------------------------------------------ | --- | -------------------------------------- | -------------- |
| 24     | ND-04002 | 1 Linde "Friedenslinde" | Ahlstadt (50° 22′ 9,7″ N, 10° 51′ 31,5″ O)       | am südlich Ortsausgang von Ahlstadt, westlich der Straße nach Ottowind                                      |                                        |                |
| 25     | ND-04004 | 2 Linden                | Ahlstadt (50° 22′ 6,1″ N, 10° 50′ 46,7″ O)       | am Rodacher Weg ca. 600 m südwestlich von Ahlstadt                                                          |                                        |                |
| 27     | ND-03985 | 1 Linde                 | Drossenhausen (50° 19′ 58,9″ N, 10° 55′ 28″ O)   | Einzelberg, westlich der Straße nach Drossenhausen, 15 m südwestlich des Wohnhauses Nr. 1                   |                                        |                |
| 106    | ND-04015 | 1 Doline "Donnerloch"   | Drossenhausen (50° 19′ 57,5″ N, 10° 56′ 49,9″ O) | rechts des Höhenflurweges Drossenhausen/Tiefenlauter ca. 60 m südwestlich d. Waldrandes                     | Geotop 473R001                         | weitere Bilder |
| 28     | ND-04007 | 1 Linde "Löffler-Linde" | Großwalbur (50° 20′ 4,4″ N, 10° 50′ 54,2″ O)     | ca. 500 m nordwestlich von Großwalbur (Ortsmitte) an der Wegegabelung                                       |                                        |                |
| 29     | ND-04042 | 2 Linden                | Herbartsdorf (50° 17′ 28″ N, 10° 52′ 44,1″ O)    | östlich des Feuerlöschteiches                                                                               | früher 3 Linden, eine Linde umgefallen |                |
| 30     | ND-04011 | 1 Linde                 | Kleinwalbur (50° 19′ 41,2″ N, 10° 52′ 52,8″ O)   | im Gutshof an der Straße Meeder/Großwalbur, 7 m südlich des Anwesens Nr. 17 Kleinwalbur                     |                                        |                |
| 20     | ND-04017 | 1 Linde                 | Meeder (50° 19′ 10,4″ N, 10° 54′ 26,7″ O)        | in der Mitte des Schloßhofes des Sternbergschloßes                                                          |                                        |                |
| 21     | ND-04018 | 1 Ulme                  | Meeder (50° 19′ 19″ N, 10° 54′ 18,8″ O)          | im Friedhof 6 m südlich der Aussegnungshalle und 7 m nördlich der Kirche                                    |                                        |                |
| 31     | ND-04005 | 1 Ulme                  | Mirsdorf (50° 21′ 31,8″ N, 10° 54′ 36″ O)        | vor der Alexandrinenhütte auf der Sennigshöhe                                                               |                                        |                |
| 34     | ND-03999 | 1 Eiche                 | Neida (50° 18′ 37,7″ N, 10° 51′ 57,5″ O)         | am nordwestlichen Ortsausgang im Vorgarten des Gehöftes Wiesenfelder Str. 14, östlich der Staatsstraße 2205 | vorher 2 Eichen, kleinere gelöscht     |                |
| 32     | ND-04003 | 1 Eiche                 | Neida (50° 18′ 30,4″ N, 10° 52′ 5,7″ O)          | am südöstlichen Ortsausgang im Vorgarten des Gehöftes Eichenweg 4 in Neida, westlich der Staatsstraße 2205  |                                        |                |
| 33     | ND-04001 | 1 Eiche                 | Neida (50° 18′ 29,1″ N, 10° 52′ 6,6″ O)          | am südöstlichen Ortsausgang im Vorgarten des Gehöftes Eichenweg 3 in Neida, westlich der Staatsstraße 2205  |                                        |                |
| 36     | ND-04009 | 1 Linde "Schäfer Linde" | Ottowind (50° 21′ 46,4″ N, 10° 53′ 15,2″ O)      | ca. 1 km nördlich von Ottowind                                                                              |                                        |                |
| 112    | ND-04010 | 1 Linde                 | Ottowind (50° 21′ 15″ N, 10° 52′ 59,6″ O)        | 35 m südwestlich der Kirche in Ottowind                                                                     |                                        |                |
| 35     | ND-04125 | 1 Linde                 | Ottowind (50° 21′ 16″ N, 10° 53′ 0,8″ O)         | direkt südlich der Kirche                                                                                   |                                        |                |
| 37     | ND-04016 | 1 Linde                 | Wiesenfeld (50° 17′ 57,6″ N, 10° 54′ 28,8″ O)    | auf dem Dorfplatz an der Kreisstraße CO 4 vor dem Pfarrhaus                                                 |                                        |                |

### Neustadt bei Coburg
| Nummer | LfU      | Bezeichnung                   | Ortsteil                                        | Lage | Hinweise                                   | Bild                                 |
| ------ | -------- | ----------------------------- | ----------------------------------------------- | --- | ------------------------------------------ | ------------------------------------ |
| 39     | ND-04057 | 1 Eiche                       | Boderndorf (50° 17′ 41,4″ N, 11° 5′ 58,1″ O)    | in der Ortsmitte von Boderndorf an der Wegegabelung Neustadt / Wellmersdorf / Kemmaten                  |                                            |                                      |
| 40     | ND-04055 | 1 Wildbirnbaum                | Fechheim (50° 16′ 47,5″ N, 11° 6′ 31,4″ O)      | auf der Wellmersdorfer Höhe 40 m östlich der Straße Fechheim / Wellmersdorf am Wasserhochbehälter       |                                            |                                      |
| 41     | ND-04066 | Totholzbiotop "Friedenseiche" | Fürth a. Berg (50° 16′ 39,1″ N, 11° 9′ 34,7″ O) | nordöstlich der Steinachbrücke, in der Dorfmitte                                                        | abgestorben, weiterhin Totholzstamm als ND |                                      |
| 115    | ND-04179 | 1 Linde, 1 Kastanie           | Höhn (50° 20′ 18,3″ N, 11° 3′ 22,2″ O)          | südöstlich der Gastwirtschaft Martin                                                                    |                                            |                                      |
| 42     | ND-04030 | 2 Linden                      | Ketschenbach (50° 19′ 55,3″ N, 11° 5′ 53,1″ O)  | gegenüber dem Anwesen Ketschenbacher Str. 132                                                           | eine der ehemals 3 Linden ist umgefallen   |                                      |
| 43     | ND-04031 | 1 Linde                       | Meilschnitz (50° 21′ 30,7″ N, 11° 6′ 8,9″ O)    | östlich des Anwesens Edgar-Müller.Str. 49                                                               |                                            |                                      |
|        | ND-03746 | Feuchtgebiet Brunnenwiesen    | Meilschnitz (50° 21′ 37″ N, 11° 6′ 17,5″ O)     | |                                            |                                      |
| 44     | ND-04029 | 1 Linde                       | Rüttmannsdorf (50° 19′ 42,4″ N, 11° 3′ 36,1″ O) | in der Ortsmitte, südlich der Rüttmannsdorfer Straße                                                    | eine der ehemals 2 Linden umgefallen       | Dorfplatz mit Linde in Rüttmannsdorf |
| 45     | ND-04022 | 1 Kiefer                      | Thann (50° 19′ 13,5″ N, 11° 5′ 6,5″ O)          | 500 m südwestlich von Thann, 100 m nördlich der Straße nach Mönchröden                                  |                                            |                                      |
| 46     | ND-04054 | 1 Eiche                       | Unterwasungen (50° 16′ 16,5″ N, 11° 8′ 20,4″ O) | ca. 40 m nordöstlich des westlichen Dorfausganges, nördlich der Staatsstraße 2206 auf der Verkehrsinsel |                                            |                                      |
| 47     | ND-04062 | 1 Eiche                       | Unterwasungen (50° 16′ 15″ N, 11° 8′ 19,5″ O)   | am Nordwest-Ausgang des Dorfes in Richtung Fechheim an der Lindenallee                                  |                                            |                                      |
| 114    | ND-04181 | 1 Eiche                       | Unterwasungen (50° 16′ 26,3″ N, 11° 8′ 31,3″ O) | in der freien Flur ca. 250 m nördlich Unterwasungen                                                     |                                            |                                      |
| 48     | ND-04032 | 1 Eiche                       | Wildenheid (50° 20′ 21″ N, 11° 7′ 45,3″ O)      | 120 m östlich der Straße Wildenheid/Neustadt, 250 m nordwestlich der Bahnlinie nach Sonneberg           |                                            |                                      |

### Niederfüllbach
| Nummer | LfU      | Bezeichnung      | Ortsteil                                          | Lage                                                                                              | Hinweise                                        | Bild |
| ------ | -------- | ---------------- | ------------------------------------------------- | ------------------------------------------------------------------------------------------------- | ----------------------------------------------- | ---- |
| 93     | ND-04044 | 1 Linde          | Niederfüllbach (50° 13′ 14,8″ N, 10° 59′ 26,8″ O) | 5 m westlich des Schlosses                                                                        |                                                 |      |
| 92     | ND-04045 | 1 Pyramideneiche | Niederfüllbach (50° 13′ 13″ N, 10° 59′ 27,7″ O)   | etwa 30 m westlich der Schlossstraße und 30 m nördlich der südlichen Parkstraßenseite             | früher zwei Pyramideneichen, westliche gelöscht |      |
| 94     | ND-04039 | 1 Eiche          | Niederfüllbach (50° 13′ 36,6″ N, 10° 59′ 20,1″ O) | 300 m nördlich der B 303, 100 m westlich des Weges von der B303 zum Flugplatz Steinrücken am Hang |                                                 |      |

### Rödental
| Nummer | LfU      | Bezeichnung                      | Ortsteil                                              | Lage | Hinweise                                   | Bild             |
| ------ | -------- | -------------------------------- | ----------------------------------------------------- | --- | ------------------------------------------ | ---------------- |
| 60     | ND-04059 | 1 Sandsteinfelsen                | Blumenrod (50° 16′ 19,8″ N, 11° 4′ 48,8″ O)           | bei der Gastwirtschaft Schneider, links an der Straße nach Kleingarnstadt                                                                                              |                                            | weitere Bilder   |
| 108    | ND-04061 | Saulochgebiet                    | Blumenrod (50° 16′ 37,5″ N, 11° 4′ 32,3″ O)           | 400 m westl. d. Straße Blumenrod/Kipfendorf u. 70 m südöstlich d. Krämerschen Tongrube                                                                                 | Bachschlucht, flächenhaftes ND             | weitere Bilder   |
| 61     | ND-04024 | 1 Eiche                          | Mittelberg (50° 19′ 53,2″ N, 11° 1′ 54,3″ O)          | 10 m östlich der Straße Mittelberg / Fischbach, 15 m südwestlich der alten Schule                                                                                      |                                            |                  |
| 62     | ND-04025 | 1 Linde                          | Mönchröden (50° 18′ 0,2″ N, 11° 3′ 39,4″ O)           | etwa 150 m südöstlich der Kirche beim oberen Dorfbrunnen |                                            |                  |
| 64     | ND-04023 | 1 Buche                          | Mönchrödener Forst (50° 19′ 11,5″ N, 11° 3′ 45,1″ O)  | 8 m östlich des zum Kaulberg führenden Forstweges im Häslichgraben und ca. 10 m westlich der massiven Jagdhütte am Fahrweg zum Kaulberg                                |                                            |                  |
| 119    | ND-04416 | 1 Quelle "Zum getreuen Ekkehard" | Mönchrödener Forst (50° 19′ 21,1″ N, 11° 3′ 28,8″ O)  | ca. 2000 m nördl. von Mönchröden, am Ende des Häslichgrundes unterhalb der Kehre des Weges zur Kaulbergquelle; X-Wert (UTM 32) 646521,482, Y-Wert (UTM 32) 5576521,602 |                                            |                  |
| 63     | ND-07180 | 1 Hemlockstanne                  | Mönchrödener Forst (50° 18′ 59,3″ N, 11° 3′ 12,1″ O)  | ca. 20 m rechts an der Straße nach Rüttmannsdorf, bei der Abzweigung des Forstweges nach Waltersdorf, oberhalb des Wasserhäuschens                                     |                                            |                  |
| 67     | ND-04020 | Totholzbiotop Doppeleiche        | Schönstädt (50° 20′ 35″ N, 11° 1′ 23,7″ O)            | am Feldweg, 5 m westlich des trigonometrischen Punktes Nr. 408,6 auf der Höhe im Steinschrot, westlich von Schönstädt                                                  | abgestorben, weiterhin Totholzstamm als ND |                  |
| 72     | ND-04021 | 1 Eiche Pyramideneiche           | Weißenbrunn v. Wald (50° 21′ 16,3″ N, 11° 0′ 41″ O)   | ca. 100 m südöstlich der Raiffeisenkasse |                                            |                  |
| 71     | ND-04026 | 1 Linde                          | Weißenbrunn v. Wald (50° 21′ 20,7″ N, 11° 0′ 36,4″ O) | vor der Kirche |                                            | Kirche mit Linde |
| 73     | ND-04027 | 1 Eiche Friedenseiche            | Weißenbrunn v. Wald (50° 21′ 15,2″ N, 11° 0′ 31,3″ O) | am Südausgang des Dorfes 5 m westlich der Straße nach Fornbach am Hang 10 m östlich des Anwesens Fronbacherstr. 12                                                     |                                            |                  |
|        | ND-03779 | Birkertsbach                     | Weißenbrunn v. Wald (50° 21′ 21,6″ N, 11° 0′ 14,7″ O) | auch Geotop 473R002 |                                            |                  |

### Seßlach
| Nummer | LfU      | Bezeichnung           | Ortsteil                                       | Lage                                                                          | Hinweise | Bild |
| ------ | -------- | --------------------- | ---------------------------------------------- | ----------------------------------------------------------------------------- | -------- | ---- |
| 74     | ND-04034 | 3 Winterlinden        | Autenhausen (50° 14′ 13,2″ N, 10° 47′ 19,5″ O) | am östlichen Dorfeingang südlich der Staatsstraße 2204, auf der Verkehrsinsel |          |      |
| 76     | ND-04035 | Sandsteinfelsengruppe | Gemünda (50° 13′ 17,1″ N, 10° 46′ 54,6″ O)     | 2 km westlich von Gemünda                                                     |          |      |
| 75     | ND-04036 | 1 Linde               | Gemünda (50° 13′ 29,5″ N, 10° 48′ 21,4″ O)     | auf dem Dorfplatz vor der Kirche                                              |          |      |

### Sonnefeld
| Nummer | LfU      | Bezeichnung               | Ortsteil                                     | Lage                                                                                              | Hinweise | Bild |
| ------ | -------- | ------------------------- | -------------------------------------------- | ------------------------------------------------------------------------------------------------- | -------- | ---- |
| 80     | ND-04068 | 1 Eiche                   | Sonnefeld (50° 13′ 27,6″ N, 11° 8′ 14,2″ O)  | am Garten von Dr. Ludwig, ca. 200 m vom Marktplatz entfernt                                       |          |      |
| 81     | ND-04053 | 1 Eiche                   | Sonnefeld (50° 13′ 20″ N, 11° 8′ 5,1″ O)     | vor der ehemaligen Post                                                                           |          |      |
| 79     | ND-04064 | 2 Eichen                  | Sonnefeld (50° 13′ 21,8″ N, 11° 8′ 23,7″ O)  | auf dem Grundstück der neuen Schule, an der östlichen Böschung                                    |          |      |
|        | ND-03756 | Feuchtgebiet am Biberbach | Sonnefeld (50° 13′ 32,2″ N, 11° 7′ 21,9″ O)  |                                                                                                   |          |      |
| 82     | ND-04074 | 1 Eiche                   | Weickenbach (50° 15′ 0,8″ N, 11° 10′ 5,7″ O) | an der Straßengabelung Weickenbach / Zedersdorf / Gestungshausen                                  |          |      |
| 83     | ND-04060 | 1 Linde                   | Weischau (50° 13′ 37,7″ N, 11° 9′ 24″ O)     | am Ortsausgang von Weischau, 4 m rechts der Straße nach Gestungshausen                            |          |      |
| 87     | ND-04050 | 1 Linde                   | Zedersdorf (50° 14′ 50,5″ N, 11° 9′ 9,6″ O)  | in der Dorfmitte, 5 m links des Weges nach Bieberbach beim Dorfplatz                              |          |      |
| 84     | ND-04069 | 3 Eichen                  | Zedersdorf (50° 14′ 55,7″ N, 11° 9′ 14,9″ O) | im Garten westlich der Straße von Zedersdorf nach Plesten                                         |          |      |
| 85     | ND-04071 | 1 Eiche Friedenseiche     | Zedersdorf (50° 15′ 0,7″ N, 11° 8′ 23,2″ O)  | ca. 1 km westnordwestlich des Ortes auf der Höhe vor dem Kraiholz rechts des alten Coburger Weges |          |      |
| 86     | ND-04072 | 1 Eiche                   | Zedersdorf (50° 14′ 52,9″ N, 11° 9′ 15,4″ O) | rechts von der Dorfstraße in Richtung Plesten, 25 m nördlich der Gundermannschen Scheune          |          |      |

### Untersiemau
| Nummer | LfU      | Bezeichnung         | Ortsteil                                      | Lage | Hinweise                                   | Bild |
| ------ | -------- | ------------------- | --------------------------------------------- | --- | ------------------------------------------ | ---- |
| 97     | ND-04046 | 1 Eiche             | Haarth (50° 13′ 10,4″ N, 10° 57′ 55,2″ O)     | auf dem Hofgrundstück des Anwesens Kellerweg 1, Haarth, Untersiemau, 6 m Westlich der Ortsstr. Kellerweg und ca. 3,5 m von einer kleineren Scheune entfernt |                                            |      |
| 117    | ND-04186 | Totholzbiotop Eiche | Birkach (50° 11′ 4,1″ N, 10° 59′ 45,9″ O)     | am Ortsende von Obersiemau in Richtung Birkach am rechten Straßenrand in der Böschung                                                                       | abgestorben, weiterhin Totholzstamm als ND |      |
| 95     | ND-04082 | 3 Linden            | Obersiemau (50° 11′ 1,6″ N, 10° 59′ 51,6″ O)  | am Dorfteich zwischen Obersiemau und Birkbach a. Forst | eine von ehemals 4 Linden gefällt          |      |
| 110    | ND-04040 | "Totenlache"        | Untersiemau (50° 12′ 0,8″ N, 10° 57′ 45,1″ O) | im Wiesengrund der Itz ca. 300 m nordöstlich d. Weidenmühle                                                                                                 | Altarm, flächenhaftes ND                   |      |